# 春江病院
医療法人博俊会 春江病院（いりょうほうじんはくしゅんかい はるえびょういん）は、福井県坂井市春江町針原65-7に所在する病院である。

## 沿革
- 1946年（昭和21年）7月 - 春江町江留下で春江医院開設
- 1948年（昭和23年）
  - 6月 - 福井大震災のため、春江医院全壊
  - 9月 - 復旧
- 1954年（昭和29年）1月 - 春江医院から春江病院に名称変更。
- 1970年（昭和45年）7月 - 春江町江留下屋敷に新築移転。
- 2016年（平成28年）6月2日 - 春江町針原に新築移転、外来診療開始[1]。

## 近隣の医療機関
- 国立病院機構あわら病院（あわら市）
- 福井大学医学部附属病院（永平寺町）
- 福井県立病院（福井市）
- 福井愛育病院（福井市）
- 福井循環器病院（福井市）
- 福井赤十字病院（福井市）
- 福井県済生会病院（福井市）

## 交通アクセス
- 北陸新幹線 福井駅から、京福バス 25系統（エンゼルランド線）、28系統（運転者教育センター線）にて約26分、「春江病院」下車。
- えちぜん鉄道三国芦原線 鷲塚針原駅より約1.2 km。福井鉄道福武線から同駅までの直通列車もある。
- ハピラインふくい線 春江駅より約2.2 km。